# Drenovac (Prokuplje)
Pour les articles homonymes, voir Drenovac.
Drenovac (en serbe cyrillique : Дреновац) est un village de Serbie situé dans la municipalité de Prokuplje, district de Toplica. Au recensement de 2011, il comptait 166 habitants.

## Démographie
| 1948 | 1953 | 1961 | 1971 | 1981 | 1991 | 2002 | 2011 |
| ---- | ---- | ---- | ---- | ---- | ---- | ---- | ---- |
| 157  | 163  | 138  | 133  | 127  | 102  | 161  | 166  |

|  |